# Michael Kipyego
Michael Kipyego (ur. 2 października 1983) – kenijski lekkoatleta, długodystansowiec.

## Osiągnięcia
- złoty medal Mistrzostw Świata Juniorów w Lekkoatletyce (bieg na 3000 m z przeszkodami Kingston 2002)
- 2 złote medale w drużynie podczas Mistrzostw świata w biegach przełajowych (Lozanna 2003 i Mobasa 2007)
- srebro Mistrzostw Afryki (bieg na 3000 m z przeszkodami Addis Abeba 2008)

## Rekordy życiowe
- bieg na 3000 m z przeszkodami - 8:08,48 (2009)